# Chimarra piraya
Chimarra piraya är en nattsländeart som beskrevs av Oliver S. Flint Jr. 1983. Chimarra piraya ingår i släktet Chimarra och familjen stengömmenattsländor. Inga underarter finns listade i Catalogue of Life.